# 刺序石头花
刺序石头花（学名：Gypsophila spinosa）为石竹科石头花属下的一个种。

## 扩展阅读
- 維基物種上的相關：刺序石头花